# Calvin Roberts
Calvin Leon Roberts, (Tarboro, Carolina del Norte, 19 de mayo de 1956) es un exjugador de baloncesto estadounidense. Con 2.00 metros de estatura, jugaba en la posición de ala-pívot. 

## Trayectoria
Luego de dos temporadas con los Blue Devils del Merced College de la NJCAA y de otras dos con los Titans de la Universidad Estatal de California en Fullerton en la NCAA, Roberts se presentó al Draft de la NBA de 1980, donde resultó elegido por los San Antonio Spurs en la cuarta ronda. Sin embargo el equipo prescindió del jugador antes de que comenzara la temporada.
En 1981 participó de un campo de entrenamiento con los San Diego Clippers y firmó un contrato con el equipo, pero nuevamente quedó fuera de plantel que jugó oficialmente la temporada.
Sin mucha posibilidad real de jugar en la NBA, el jugador optó por empezar a actuar profesionalmente en el extranjero. De ese modo desembarcó en el Fenerbahçe de Turquía, donde tuvo una temporada destacada. Jugó luego en la CBA con el equipo canadiense Toronto Tornados, regresando a Turquía para la temporada 1984-85. 
Dejó el baloncesto turco hacia 1987, cuando fue fichado por el Sabelli P.S.Giorgio de la Serie A2 de Italia.
La Liga ACB de España sería su siguiente destino, donde se desempeñó en el papel de anotador con el  CB Breogán y el CB Gran Canaria. 
En los últimos años de su carrera jugó en el baloncesto israelí.
Roberts sorprendió al ambiente del baloncesto profesional estadounidense en 2017 cuando anunció su intención de jugar en la NBA Summer League con alguna franquicia que lo invitase, pese a que en ese momento contaba ya con 61 años. Sin embargo ningún equipo le dio la posibilidad de cumplir su deseo.